# 田付流
田付流（たつけりゅう）は、日本の砲術の流派のひとつ。
開祖は近江国出身の田付景澄。徳川家康に召し抱えられ、幕末まで代々江戸幕府鉄砲方として勤めた。国産の火縄銃を扱う外記流の井上家に対し、田付流は主に外国産の火縄銃や大筒を担当した。江戸時代初期は500石の旗本で、3代目田付景利からは火付盗賊改方も兼任する。
田付流の火縄銃は銃床が直線に切断されている特徴がある。

## 田付流(兵庫助・四郎兵衛)歴代当主
江戸田付・大田付とも称される。
- 田付景澄(初代、兵庫助)　弘治2年(1556年)-元和5年10月14日(1619年11月19日)　64歳　田付景定の子
- 田付景治(2代目、兵庫助)[4]　天正8年(1580)-寛永14年(1637)3月14日　57歳　田付景澄の長男
- 田付景利(3代目、四郎兵衛、圓方)　元和4年(1618)-貞享2年(1685)7月3日　67歳　田付新兵衛某の四男(圓方)[5]で田付景治の養子[6][7]
- 田付直平(4代目、四郎兵衛、三五郎)　寛永18年(1641)-宝永3年(1706)11月9日　65歳
- 田付直久(5代目、四郎兵衛、彦次郎)　寛文5年(1665)-寛保2年(1742)7月24日　77歳　50代目火付盗賊改方頭岡部土佐守正綱の九男
- 田付直政(6代目、四郎兵衛、三五郎)　元禄9年(1696)-宝暦7年(1757)5月20日　61歳
- 田付直素(7代目、四郎兵衛、兵庫、三五郎)　享保15年(1730)-天明8年(1787)5月14日　57歳
- 田付直温(8代目、四郎兵衛、兵庫、彦四郎)　不明-文政3年(1820)3月8日
- 田付直寛(9代目、四郎兵衛、熊太郎、彦四郎)　天明2年(1782)-文政6年(1823)5月22日　42歳
- 田付直愛(主計、彦三郎、筑後守、筑前守)　小栗忠順の砲術の師。幕府陸軍の将校（御持小筒組之頭）。甥鐵太郎の後見役として一代限り二十人扶持を経て新規に召出し二百俵を給う。
- 田付直清(10代目、四郎兵衛、鐵太郎)
- 田付某(11代目、四郎兵衛、鐵太郎)

## 田付流(左太夫)歴代当主
大垣藩田付流・小田付とも称される。
- 田付正景(初代、左太夫)　文禄4年(1595)-寛文9年(1669)9月5日　74歳　田付景澄の三男[9]
- 田付正澄(2代目、左太夫)
- 田付正十(3代目、左太夫)
- 田付正周(4代目、左太夫)
- 田付正興(5代目、左太夫)
- 田付景定(6代目、左太夫)
- 田付正友(7代目、左太夫)
- 田付景昌(8代目、左太夫)
- 田付景賢(9代目、左太夫)　天保9年(1838)4月7日-明治30年(1897)10月28日　通称は田付兵助。大垣藩砲術師範役、陸軍軍人。　養嗣子に外交官の田付七太。[10]

## 田付流砲術書
- 『田付流砲術書＿求中集』
- 『田付流砲術書＿妙求集』
- 『田付流鉄砲全書家宝集＿巻6』
- 『田付流砲術書＿細中集一』
- 『田付流砲術書＿細中集二』
- 『田付流砲術書＿細中集三』
- 『田付流砲術書＿細中集四』
- 『田付流砲術書＿細中集五』
- 『田付流砲術書＿眼智集』
- 『家宝集＿田付流砲術書(第十集の内)』
- 『田付流砲術書』
- 『鉄砲傳書』